# Николай Николаев (диригент)
Вижте пояснителната страница за други личности с името Николай Николаев.
Николай Иванов Николаев е български хоров диригент.

## Биография
Роден е на 8 октомври 1852 г. в Болград, Бесарабия. Посещава диригентските курсове към придворната капела в Петербург и учи в Музикалното училище в Одеса. През 1871 г. се връща в родния си град, където е учител, а след това и директор на пансиона за българи и основател на първия катедрален хор. Член е на Болградския клон на Българския революционен централен комитет. През 1897 г. е поканен от Марин Дринов да работи в България. До 1929 г. преподава музика в Първа мъжка гимназия в София, а до 1926 г. ръководи основаният от него катедрален хор при църквата „Св. Крал“. В него пеят Стефан Македонски, Цветан Каролев, Ана Тодорова и др. В периода 1891 – 1904 г. ръководи и хора на дружество „Славянска беседа“. По-късно образува студентски хор при Софийския университет.
Сред основателите е на Българския музикален съюз, на когото е председател до 1929 г. През 1904 г. участва в създаването на Частното музикално училище в София. Има принос в създаването на Българската оперна дружба.
Умира на 19 август 1938 г. в София.